# Mierovo
Mierovo (in ungherese Béke, in tedesco Krotendörfl) è un comune della Slovacchia facente parte del distretto di Dunajská Streda, nella regione di Trnava.